# Adam Arkin

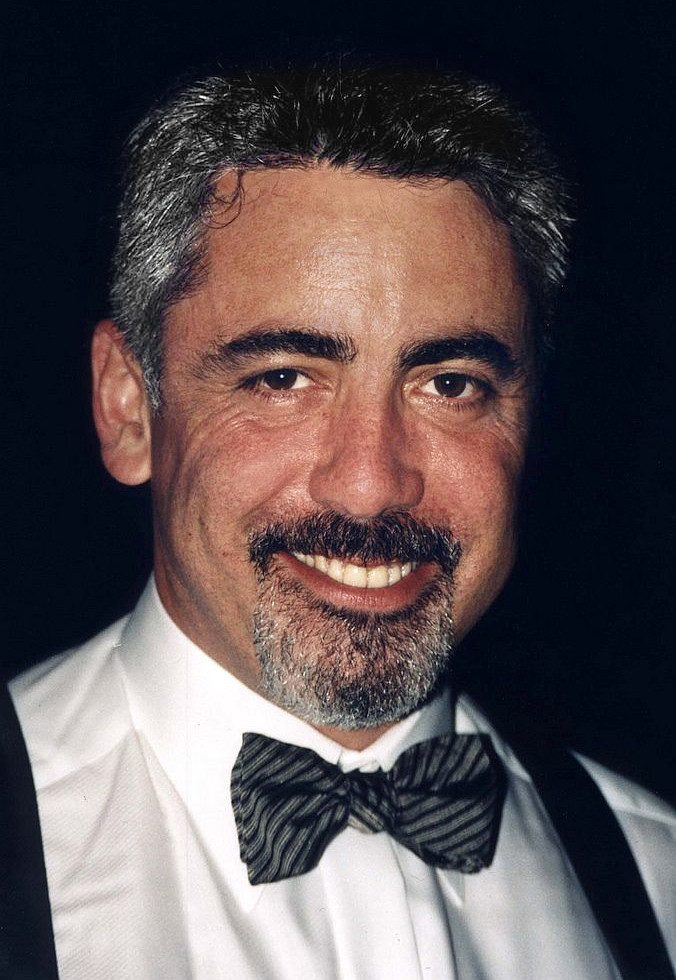
1999

Adam Arkin (Brooklyn (New York), 19 augustus 1956) is een Amerikaans acteur en regisseur. Hij is bekend als neurochirurg Aaron Shutt in Chicago Hope. Hij is een zoon van acteur Alan Arkin.
Arkin trad op in televisieseries zoals Northern Exposure (CBS, 1990–1995) en Chicago Hope (CBS, 1994–2000). Ook trad hij op in Law & Order (2005).
Als regisseur verzorgde hij episodes van Grey's Anatomy, Boston Legal, The Riches, Dirt en Ally McBeal. Hij won een Emmy voor de regie van de televisiefilm My Louisiana Sky.
Hij was van 1999 tot 2013 getrouwd met Phyllis Anne Lyons en samen hebben ze een zoon. Hij heeft ook een dochter, Molly, uit zijn vorige huwelijk met Linda Sublette. Hij trouwde in 2017 voor de derde keer, met Michelle Dunker. 